# Power megye
Power megye az Amerikai Egyesült Államokban, azon belül Idaho államban található. Megyeszékhelye és legnagyobb városa American Falls. Lakosainak száma 7878 fő (2020. április 1.). Power megye Blaine, Oneida, Bannock, Bingham és Cassia megyékkel határos.

## Népesség
A megye népességének változása:
| Lakosok száma | 7860 | 7771 | 7802 | 7719 | 7648 | 7878 |
|               | 2010 | 2011 | 2012 | 2013 | 2015 | 2020 |